# Парк санаторію «Гірський»
Парк санаторію «Гірський» — парк-пам'ятка садово-паркового мистецтва місцевого значення, розташований у смт Курпати Ялтинської міськради. Створений відповідно до Постанови ВР АРК № 286-2/98 від 19 листопада 1998 року.

## Опис
Землекористувачем є ФАО "Атомпрофздравниця санаторію «Горний», площа — 17,17 га. Парк розташований у смт Курпати Ялтинської міськради.
Парк створений із метою збереження на його території природних і штучних паркових ландшафтів.